# I-mode

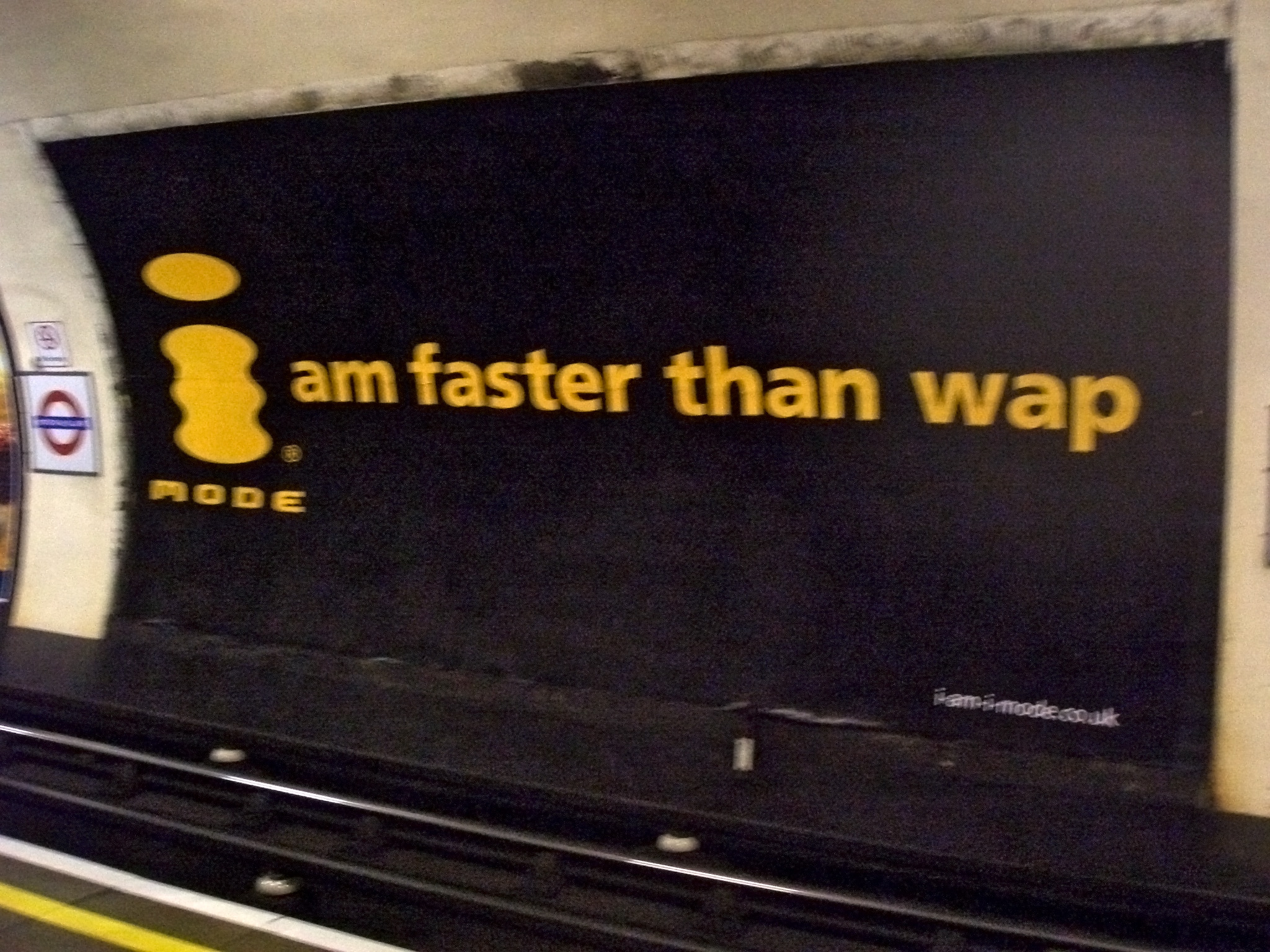
Publicidad de i-mode en el metro de Londres.

i-mode es un conjunto de tecnologías y protocolos diseñados para poder navegar a través de minipáginas diseñadas específicamente para dispositivos móviles como teléfonos o PDAs. Se lanzó en 1999 por la operadora japonesa NTT Docomo. Utiliza para mostrar las páginas un subconjunto del lenguaje HTML e incluye soporte de imágenes GIF y de móviles con pantallas a color. También incluye una tecnología para hacer aplicaciones basadas en Java llamada DoJa, limitada a terminales individuales. Se considera el primer jardín vallado. Su desarrollo está íntimamente relacionado con el nacimiento de los emoji.
Llegó a distintos países de Europa, como Alemania, Holanda, Bélgica, Francia y España, a esta última de la mano de Telefónica en 2003 y dentro del servicio MoviStar e-moción. En Japón se popularizó rápidamente, con 20 millones de suscriptores en los primeros dos años. Compitió directamente con tecnologías de navegación móvil basadas en WAP que implementaron los operadores japoneses J-Phone y DDI Cellular Group. La velocidad de transferencia máxima teórica que soporta i-mode es de 9,6 kbps, que fue sobrepasada por la tecnología UMTS de tercera generación, con una velocidad teórica de 384 kbps.